# پیتر سندز
پیتر سندز، (به انگلیسی: Peter Sands) (زاده ۸ ژانویه ۱۹۶۲) کارآفرین، بانکدار و مدیر ارشد اجرایی بریتانیایی است، که در حال حاضر به‌عنوان مدیر عامل اجرایی استاندارد چارترد فعالیت می‌نماید.